# نینا نسبیت
نینا نسبیت (به انگلیسی: Nina Nesbitt)(متولد ژوئیه ۱۹۹۴)، خواننده، ترانه‌نویس و موسیقی دان اسکاتلندی است که برای تک‌آهنگ " بیرون بمان" مشهور شد.

## اوایل زندگی
نسبیت در ۱۱ ژوئیه ۱۹۹۴ در ادینبورگ، زاده شد. وی تحصیلات ابتدایی اش را در مدرسهٔ کوچکی در لیوینگستون گذراند و به دبیرستان ارتباطات بالرنو رفت.
پدر نینا، اسکاتلندی و مادرش، سوئدی بود. نینا حرفهٔ موسیقی را با نوشتن و ضبط ترانه‌هایش در اتاق خوابش و بارگذاری آن‌ها در یوتیوب آغاز کرد.
نینا، پیانو، گیتار و فلوت می نوازد. وی در دوران ابتدایی، به رقابت در رشتهٔ ژیمناستیک می پرداخت.